# Obrigado por Fumar
Thank You for Smoking (bra/prt: Obrigado por Fumar) é um filme estadunidense de 2006, uma comédia dirigida por Jason Reitman.
A produção é uma sátira sobre a indústria do cigarro e o tabaco, baseado no romance homônimo de Christopher Buckley.

## Sinopse
Nick Naylor (Aaron Eckhart) é o principal porta-voz das grandes empresas de cigarros, ganhando a vida defendendo os direitos dos fumantes nos Estados Unidos. Desafiado pelos vigilantes da saúde e também por um senador oportunista, Ortolan K. Finistirre (William H. Macy), que deseja colocar rótulos de veneno nos maços de cigarros, Nick passa a manipular informações de forma a diminuir os riscos do cigarro em programas de TV. Além disto Nick conta com a ajuda de Jeff Megall (Rob Lowe), um poderoso agente de Hollywood, para fazer com que o cigarro seja promovido nos filmes. Sua fama faz com que Nick atraia a atenção dos principais chefes da indústria do tabaco e também de Heather Holloway (Katie Holmes), a repórter de um jornal de Washington que deseja investigá-lo. Nick repetidamente diz que trabalha apenas para pagar as contas, mas a atenção que seu filho Joey (Cameron Bright) dá ao seu trabalho começa a preocupá-lo.

## Elenco
- Aaron Eckhart .... Nick Naylor
- Maria Bello .... Poll Bailey
- Cameron Bright .... Joey Naylor
- Sam Elliott .... Lorne Lutch
- Katie Holmes .... Heather Holloway
- David Koechner .... Bobby Jay Bliss
- Rob Lowe .... Jeff Megall
- William H. Macy .... Senador Ortolan K. Finistirre
- J.K. Simmons .... Budd "BR" Rohrabacher
- Robert Duvall .... Doak "Capitão" Boykin
- Adam Brody .... Jack
- Kim Dickens .... Jill Naylor
- Connie Ray .... Pearl
- Todd Louiso .... Ron Goode

## Principais prêmios e indicações
Globo de Ouro
- Indicado
  - melhor filme (comédia ou musical)[3]
  - melhor ator (comédia ou musical) em cinema (Aaron Eckhart)[3]

Independent Spirit Awards
- Venceu na categoria de melhor roteiro[carece de fontes?]
- Indicado na categoria de melhor ator (Aaron Eckhart)[carece de fontes?]